# Mistrzostwa Azji w Judo 2017
Mistrzostwa Azji rozegrano w Hongkongu w dniach 26-27 maja 2017 roku.

## Tabela medalowa
| Poz.  | Państwo          |    |    |    | Łącznie |
| ----- | ---------------- | -- | -- | -- | ------- |
| 1.    | Japonia          | 9  | 1  | 4  | 14      |
| 2.    | Korea Południowa | 4  | 4  | 8  | 16      |
| 3.    | Mongolia         | 1  | 5  | 5  | 11      |
| 4.    | Kazachstan       | 1  | 3  | 3  | 7       |
| 5.    | Tadżykistan      | 1  | 0  | 0  | 1       |
| 6.    | Iran             | 0  | 2  | 1  | 3       |
| 7.    | Chiny            | 0  | 1  | 2  | 3       |
| 8.    | Uzbekistan       | 0  | 0  | 3  | 3       |
| 9.    | Chińskie Tajpej  | 0  | 0  | 2  | 2       |
| 10.   | Korea Północna   | 0  | 0  | 2  | 2       |
| 11.   | Kirgistan        | 0  | 0  | 2  | 2       |
| Razem | Razem            | 16 | 16 | 32 | 64      |

## Mężczyźni
| Waga      | Złoto:                  | Srebro:              | Brąz:                     | Brąz:                    |
| 60 kg     | Naohisa Takatō          | Mohammad Rashnonejad | Pak Yong-nam              | Muxriddin Tilovov        |
| 66 kg     | An Ba-ul                | Jełdos Żumakanow     | Taroh Fujisaka            | Ganboldyn Kherlen        |
| 73 kg     | An Chang-rim            | Ganbaataryn Odbajar  | Żansaj Smagułow           | Arata Tatsukawa          |
| 81 kg     | Sotaro Fujiwara         | Sa’id Mollaji        | Lee Moon-jin              | Vladimir Zoloev          |
| 90 kg     | Komronshokh Ustopiriyon | Isłam Bozbajew       | Shoichiro Mukai           | Mukhammadkarim Khurramov |
| 100 kg    | Maksim Rakow            | Kim Hyeon-cheol      | Bunddorjiin Janchivdorj   | Sherali Juraev           |
| +100 kg   | Kim Sung-min            | Ryu Shichinohe       | Öldzijbajaryn Düürenbajar | Jurij Krakowiecki        |
| Drużynowo | Korea Południowa ·      | Mongolia ·           | Iran ·                    | Japonia ·                |

## Kobiety
| Waga      | Złoto:               | Srebro:                 | Brąz:             | Brąz:                |
| 48 kg     | Mönchbatyn Uranceceg | Galbadrachyn Otgonceceg | Jeong Bo-kyeong   | Kang Yu-jeong        |
| 52 kg     | Ai Shishime          | Azzaya Chintogtokh      | Wang Xin          | Park Da-sol          |
| 57 kg     | Tsukasa Yoshida      | Kwon You-jeong          | Lien Chen-ling    | Lu Tongjuan          |
| 63 kg     | Nami Nabekura        | Baldorjyn Möngönchimeg  | Boldyn Ganchajcz  | Kim Ji-jeong         |
| 70 kg     | Yoko Ono             | Kim Seong-yeon          | Hong Son-yong     | Zere Bektaskyzy      |
| 78 kg     | Shori Hamada         | Ma Zhenzhao             | Lee Jeong-yun     | Park Yu-jin          |
| +78 kg    | Nami Inamori         | Kim Min-jeong           | Gülżan Isanowa    | Battulgyn Mönkhtuyaa |
| Drużynowo | Japonia ·            | Mongolia ·              | Chińskie Tajpej · | Korea Południowa ·   |